# Dojran (miasto)

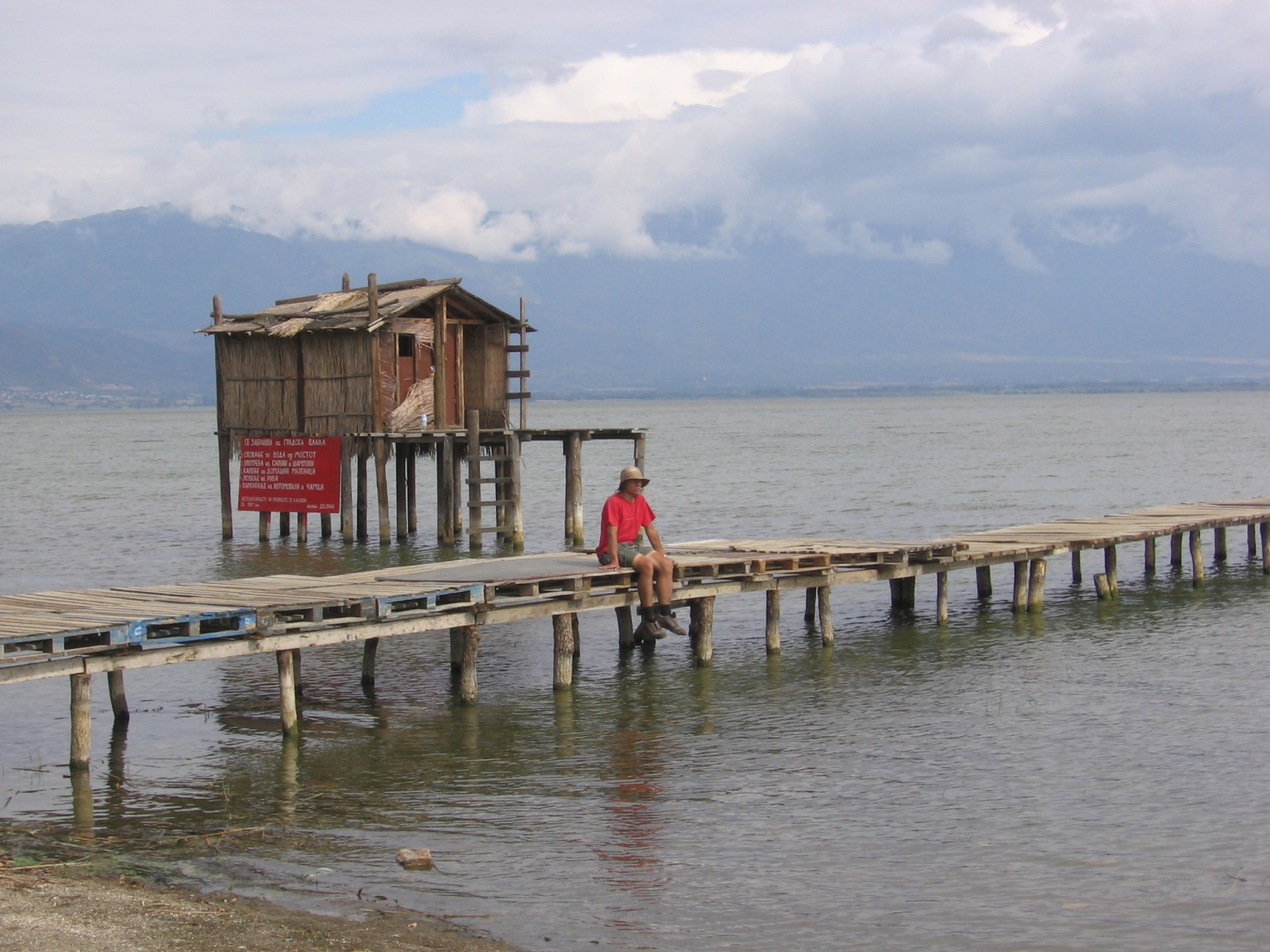
Jezioro Dojran, wybrzeże macedońskie

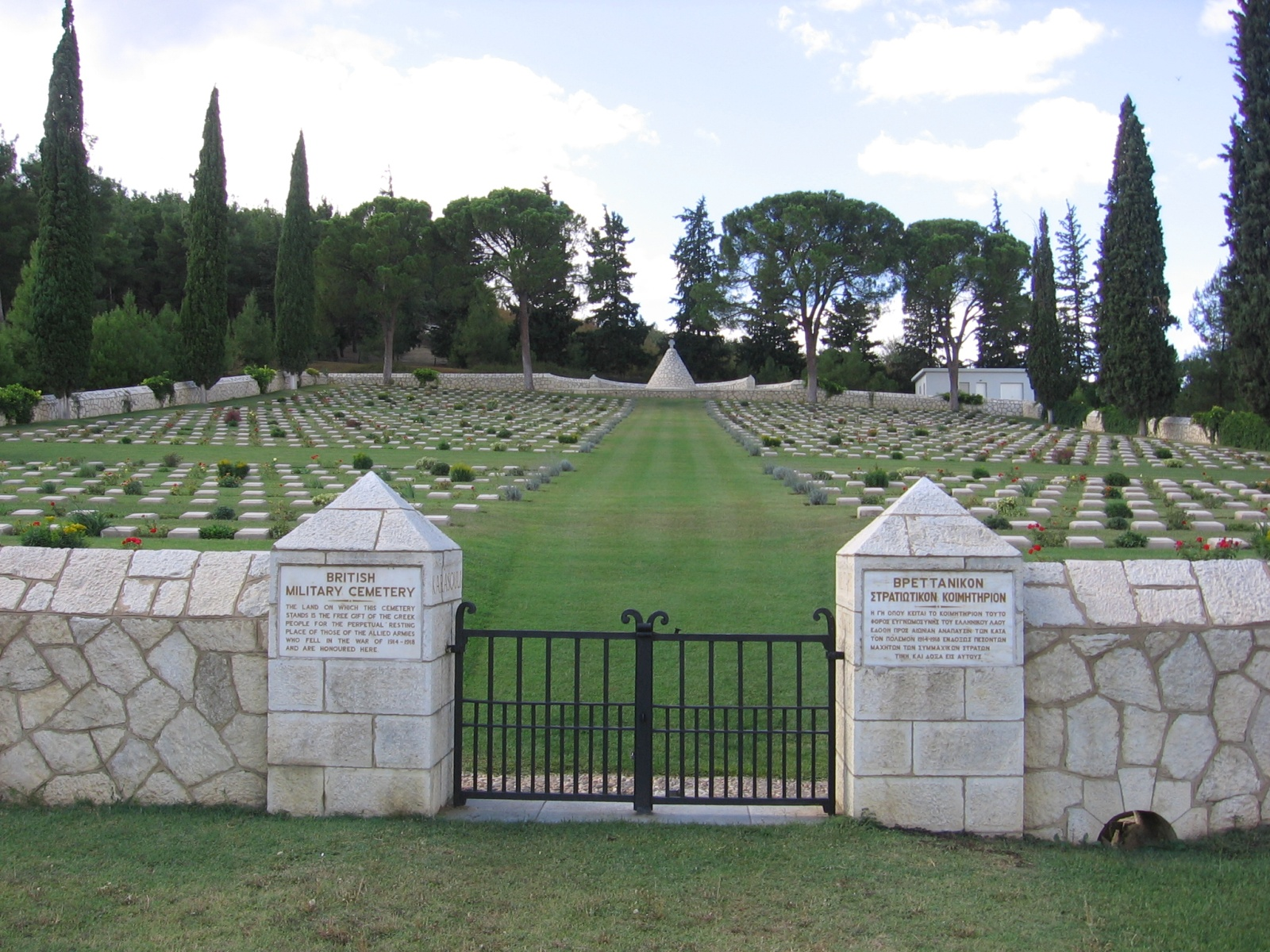
Brytyjski cmentarz wojskowy (Grecja)

Dojran, Doiran, Dojranis (maced. Доjра́н; gr. Δοїράνη – trb. Doïráni, bułg. Дойран) – nazwa dawnego miasta nad jeziorem Dojran na pograniczu Grecji i Macedonii Północnej, ok. 80 km na północ od Salonik.
Miasto Tauriana istniało nad jeziorem Dojran co najmniej od II wieku p.n.e.
Od końca XIV wieku było pod władzą osmańską, od XVII wieku licznie osiedlali się w nim Turcy.
W czasie tuż przed wojnami bałkańskimi Dojran liczył 7,5-8 tys. mieszkańców, z czego 4 tys. Turków, 3 tys. Bułgarów, 0,7 tys. Greków, 0,2 tys. Cyganów, 0,1 tys. Żydów i kilkudziesięciu Serbów. W 1913 miasto zostało podzielone - centrum znalazło się w Serbii, a stacja kolejowa w Grecji. Wskutek przecięcia granicą miasto podupadło. W 1913, po wyjeździe niemal wszystkich Turków do Turcji, pozostały w nim 4 tys. mieszkańców. 
Podczas I wojny światowej Dojran został zajęty przez wojska bułgarskie, które zbudowały tu umocnienia, kontrolując dzięki temu pobliską drogę. W 1916 wszystkich mieszkańców ewakuowano do Strumicy i Wałandowa. Wojska Ententy dwukrotnie próbowały zdobyć te pozycje w 1917, ale bezskutecznie. We wrześniu 1918 oddziały brytyjskie i greckie stoczyły z armią bułgarską bitwę pod Dojranem, która – kosztem ogromnych strat wojsk grecko-brytyjskich – zakończyła się wyparciem wojsk bułgarskich z zajmowanych stanowisk. W toku walk Dojran został całkowicie zrównany z ziemią. 
Dziś nad jeziorem Dojran po stronie północnomacedońskiej znajdują się dwie wsie – Nov Dojran i Star Dojran, a po stronie greckiej – wieś Doïráni. Na drodze łączącej te miejscowości znajduje się północnomacedońsko-greckie przejście graniczne. Wody samego jeziora także podzielone są pomiędzy oba kraje.
W pobliżu znajduje się brytyjski cmentarz wojskowy, gdzie pochowano żołnierzy poległych w czasie I wojny światowej.